# Adolphe Mineur
Adolphe Mineur (* 6. Juli 1867 in Havelange, Belgien; † 4. Februar 1950 in Brüssel) war ein belgischer Mathematiker.

## Leben
Mineur studierte ab 1884 an der Universität Gent, wo er sich nach Studienabschluss auf dem Gebiet der Pädagogik spezialisierte. 1893 wurde er an der Freien Universität Brüssel (ULB) mit der Schrift Des cubiques anallagmatiques dans les transformations par points inverses et par points réciproques promoviert. An der ULB wurde er 1895 Dozent für analytische und projektive Geometrie und 1897 außerordentlicher Professor. 1902 wurde er zum ordentlichen Professor berufen und 1937 emeritiert. Außerdem lehrte er zeitweilig Mathematik an einem nach Simon Stevin benannten privaten Institut in Brüssel.
Er veröffentlichte mehrere mathematische Lehrbücher, darunter ein mehrbändiges Werk zur analytischen Geometrie.
1927 wurde er korrespondierendes und im Dezember 1936 volles Mitglied der Königlichen Akademie der Wissenschaften und Schönen Künste von Belgien. Außerdem war er korrespondierendes Mitglied der Société royale des sciences de Liège.
Von 1929 bis 1931 war er als Nachfolger von Charles-Jean de La Vallée Poussin Präsident der Belgischen Mathematischen Gesellschaft.
Der Asteroid (1458) Mineura wurde nach ihm benannt.